# Ramiro Díaz Sánchez
Ramiro Díaz Sánchez (14 de septiembre de 1934, Villaverde de Arcayos, provincia de León, España), es un religioso español, miembro de los Misioneros Oblatos de María Inmaculada, vicario apostólico emérito de Machiques.

## Biografía
Nació  el 14 de septiembre de 1934 en Villaverde de Arcayos, provincia de León, España. 

### Estudios
Comienza a los doce años, con su ingreso en el Seminario Menor de los Oblatos de Hernani, en Guipúzcoa, y más tarde en el Abrojo-Laguna de Duero, en Valladolid. Completó su formación eclesiástica en Pozuelo de Alarcón de Madrid, donde estudió Filosofía, Teología y Formación Pastoral. Fue ordenado sacerdote el 14 de marzo de 1959.

#### Trabajo y sacerdocio
- 1960 trabajo de profesor y administrador del centro de El Abrojo y coadjutor de Laguna de Duero.
- 1980 que se trasladó a Málaga para trabajar como párroco.
- 1982 fue nombrado Superior Provincial de todos los oblatos de España.
- 1988 que volvió a Málaga como párroco.

 Se traslada el 14 de diciembre de 1990 a Venezuela para fundar la congregación de los Misioneros Oblatos de María Inmaculada en Casigua el Cubo, Estado Zulia .

## Obispo
Fue nombrado vicario apostólico de Machiques por Juan Pablo II y consagrado por monseñor Baltazar Enrique Porras Cardozo, arzobispo de Mérida, los obispos co-consagrantes fueron monseñor Jesús Alfonso Guerrero Contreras , OFM Cap. y Monseñor Felipe González González , OFM Cap. 
Fue conocido como «Obispo de Indios», por su especial dedicación a los más pobres y desfavorecidos, especialmente a los indios motilones, etnias bari, yukpa y Wayú. 
Presentó su retiro por mayoría de edad (según el canon 401.1 del Código de Derecho Canónico de la Iglesia, luego de cumplir 75 años, pasas a condición de retiro) y aceptada por Benedicto XVI el 9 de abril de 2011 y tomando posesión del vicariato elevado a Diócesis de Machiques Monseñor Jesús Alfonso Guerrero Contreras , OFM Cap.
En su retiro Monseñor Ramiro ha trabajado en la parroquia Nuestra Señora del Carmen de Catia la Mar como vicario parroquial en la Diócesis de La Guaira.
Actualmente reside en la casa oblata en Táchira, Venezuela.
| Predecesor: Agustín Romualdo Álvarez Rodríguez, O.F.M.Cap. | IV Obispo del Vicario apostólico de Machiques (26 de abril de 1997 - 9 de abril de 2011) | Sucesor: Jesús Alfonso Guerrero Contreras |